# 稲見貞蔵
稲見 貞蔵（いなみ ていぞう、1872年（明治5年5月）- 没年不詳）は、三重県四日市市長。

## 経歴
秋田県秋田市出身。1892年（明治25年）、東京法学院（現在の中央大学）を卒業。滋賀県属、奈良県属、内務省地方局勤務、新潟県佐渡郡長、同北蒲原郡長、新潟県勧業課長、北海道庁空知支庁長を歴任した。1916年（大正5年）に退官し、三井炭鉱庶務課長、新潟市貯蓄銀行支配人を務めた。
1918年（大正7年）、四日市市長に選出され、1期在任。退任後の1923年（大正12年）、旭川市助役に選ばれた。
その後東京市麻布区長を務めた。